# Heinrich Theodor von Hallberg

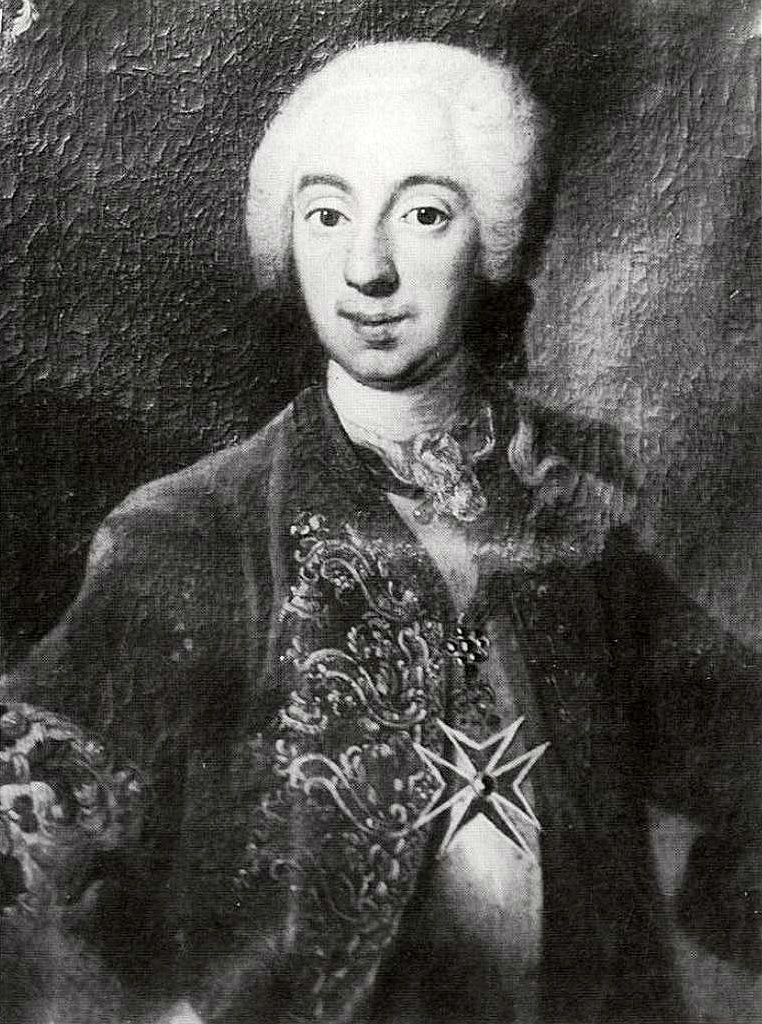
Heinrich Theodor von Hallberg

Heinrich Theodor von Hallberg (* 23. September 1725 in Düsseldorf; † 18. Oktober 1792 in Wien) war ein Reichsgraf sowie kurpfälzischer und kurpfalz-bayerischer Diplomat aus dem Adelsgeschlecht Hallberg.

## Herkunft
Er wurde als Sohn des kurpfälzischen Geheimrates Bernhard Heinrich von Hallberg († 1737) und seiner Gattin Maria Anna Jakobine geb. von Holtzweiler geboren. Der Vater war ein Bruder des kurpfälzischen Hofkanzlers sowie Konferenzministers Jakob Tillmann von Hallberg († 1744) und wurde mit diesem 1721 als „Edler von“ geadelt.
Der Forschungsreisende und Schriftsteller Theodor von Hallberg-Broich (1768–1862), genannt „Eremit von Gauting“, war der Sohn seines Cousins.

## Leben
Kaiser Franz I. nahm Heinrich Theodor von Hallberg 1751 in den Freiherrenstand auf. Zwei Jahre später heiratete dieser Henriette Helene von Hoesch, deren Vater Matthias Gerhard Hoesch als sehr wohlhabender Montanunternehmer und Diplomat großen Einfluss hatte. Bald darauf avancierte Hallberg zum bevollmächtigten Minister (Gesandten) der Kurpfalz in Warschau und Dresden; nach 1777 in Wien.
1788, nach dem Tod des Cousins Johann Bernhard Franz von Hallberg, kam er in den Besitz der Familiengüter zu Fußgönheim, einschließlich des dortigen Schlosses, sowie in Roxheim, Heuchelheim, Oggersheim, Ruchheim, Mommenheim und Bechtolsheim. Durch den Tod seines Schwiegervaters erbte er gleichzeitig Schloss Pesch bei Meerbusch.
Heinrich Theodor von Hallberg war pfalz-bayerischer Geheimrat, Oberamtmann zu Oppenheim und kaiserlicher Postmeister zu Düsseldorf. Er trug die Ritterkreuze des Ordens vom Pfälzer Löwen und des polnischen St.-Stanislaus-Ordens.
Heinrich Theodor von Hallberg war verheiratet mit Henrietta Helena von Hoesch, der Tochter von Matthias Gerhard von Hoesch. Seine Tochter Lucia Maria von Hallberg (1765–1823) heiratete den Reichsgrafen Anton Anselm Capellini von Wickenburg (1750–1813), pfalz-bayerischer Gesandter in St. Petersburg und Wien. Ein Kind aus dieser Verbindung war der österreichische Minister Matthias Constantin Capello von Wickenburg (1797–1880).
Kurfürst Karl Theodor erhob Heinrich Theodor von Hallberg am 23. Juni 1792, in der Zeit des Reichsvikariats, in den erblichen Reichsgrafenstand.